# Альфредо Бакерісо
Альфредо Бакерісо Морено (ісп. Alfredo Baquerizo; 28 вересня 1859 — 20 березня 1951) — еквадорський політик, двічі президент країни, а також віце-президент в адміністраціях Леонідаса Пласи та Лісардо Гарсії.